# Mychonia melanospila
Mychonia melanospila är en fjärilsart som beskrevs av W. Warren 1907. Mychonia melanospila ingår i släktet Mychonia och familjen mätare. Inga underarter finns listade i Catalogue of Life.